# هانس اشپت
هانس اشپت (به آلمانی: Hans Speth) (زاده ۷ اکتبر ۱۸۹۷، مرگ ۳۰ آوریل ۱۹۸۵) یک ژنرال آلمانی در دوره رایش سوم بود.